# Зайцев, Степан Харитонович
Степан Харитонович Зайцев (1918—1992) — полковник МВД СССР, участник Великой Отечественной войны, Герой Советского Союза (1945).

## Биография
Степан Зайцев родился 10 мая 1918 года в деревне Савостино (ныне — Духовщинский район Смоленской области). Окончил семь классов школы, после чего работал заведующим избой-читальней, затем проводником, ревизором на Белорусской железной дороге. В сентябре 1938 года Зайцев был призван на службу в Рабоче-крестьянскую Красную Армию. Окончил школу младших командиров. С первого дня Великой Отечественной войны — на её фронтах. В 1942 году Зайцев окончил Воронежское пехотное училище. Участвовал в Сталинградской и Курской битвах, освобождении Харькова. Несколько раз был ранен. К июню 1944 года гвардии старший лейтенант Степан Зайцев командовал батальоном 196-го гвардейского стрелкового полка 67-й гвардейской стрелковой дивизии 6-й гвардейской армии 1-го Прибалтийского фронта. Отличился во время Белорусской операции.
23 июня 1944 года батальон Зайцева одним из первых преодолел полосу вражеских укреплений, практически не понеся потерь. Преследуя отходящего противника, батальон принял активное участие в освобождении деревни Сиротино Шумилинского района Витебской области, что позволило перерезать шоссейную дорогу, ведущую на Лепель. В дальнейшем в условиях нехватки оружия и боеприпасов батальон успешно держал оборону в районе села Паршина, не дав немецким войскам прорвать кольцо окружения. Продвигаясь дальше, батальон освободил станцию «Ловжа», перерезав ещё один путь противнику к отступлению. Всего же время наступления батальон принял участие в освобождении более 200 населённых пунктов и уничтожил более 400 солдат и офицеров противника. 25 июня батальон переправился через Западную Двину в районе села Пятигорск и захватили плацдарм на её западном берегу, отразив шесть немецких контратак. 29 июня батальон Зайцева освободил село Горчаки и форсировал Ушачь.
Указом Президиума Верховного Совета СССР от 24 марта 1945 года за «образцовое выполнение боевых заданий командования на фронте борьбы с немецкими захватчиками и проявленные при этом мужество и героизм» гвардии старший лейтенант Степан Зайцев был удостоен высокого звания Героя Советского Союза с вручением ордена Ленина и медали «Золотая Звезда» за номером 5376.
После окончания войны Зайцев служил в органах МВД СССР. Проживал в Москве. Скончался 7 октября 1992 года, похоронен на Троекуровском кладбище Москвы.
Был также награждён двумя орденами Красного Знамени, орденом Александра Невского, двумя орденами Отечественной войны 1-й степени, рядом медалей.